# محمدباقر محب‌زاده
محمدباقر محب‌زاده (۲ فروردین ۱۳۲۴، شوشتر)، مشهور به محب شوشتری، شاعر و منتقد اجتماعی است. شعرهای او عمدتاً دارای مضامین اجتماعی و فرهنگی و برخی نیز طنز هستند. برخی شعرهای محب شوشتری به فارسی شوشتری و برخی نیز به فارسی معیار سروده شده‌اند.

## زندگی
محمدباقر محب‌زاده دوم فروردین ۱۳۲۴ در شوشتر به دنیا آمد. وی اولین شعر خود را در ۵ سالگی پس از فوت مادرش گفت و از ۱۸ سالگی شعر گویی را به‌طور جدی آغاز کرد. او طبع شعر خود را ارثی می‌داند، از جمله پدر و عمویش شاعر بوده‌اند و جد مادری او با نام ساقی از شعرای شناخته شده بوده‌است. وی در آموزش و پرورش شوشتر مشغول به کار بوده و اکنون بازنشسته شده‌است و چهار دختر و دو پسر دارد.

## آثار
تاکنون کتاب‌های «حرف حساب شوشتر»، «بزم عارفان» و «حرف دل» از این شاعر چاپ شده و چند مجموعه دیگر در دست انتشار دارد.
شعر «گرد و خاک» که به پدیده نوظهور گرد و خاک در جنوب‌غرب ایران و شعر «خوزستان» که به انتقاد از انتقال آب خوزستان به کویر مرکزی ایران و خشک شدن کارون می‌پردازد از شعرهای مشهور اوست.